# Amargosa Range
Amargosa Range je pohoří na jihovýchodě Kalifornie, východně od údolí Death Valley, ve Spojených státech amerických.
Nejvyšší horou pohoří je Grapevine Peak (2 665 m).
Část pohoří je součástí Národního parku Death Valley. Pohoří je pojmenované podle řeky Amargosa.

## Geografie
Amargosa Range se rozkládá ze severu k jihu v délce přibližně 180 km, šířka pohoří je okolo 100 km.
Západně leží údolí Death Valley a pohoří Panamint Range, východně poušť Amargosa Desert a nevadské pohoří Spring Mountains, jižně leží Mohavská poušť.

## Členění
Pohoří se skládá ze čtyř horských pásem. Od severu: Grapevine Mountains, Funeral Mountains, Black Mountains a Greenwater Range.